# Маунабо (Порторико)
Маунабо (шп. Maunabo) је општина у америчкој острвској територији Порторико, острвској држави Кариба.

## Демографија
По попису из 2010. године број становника је 12.225, што је 516 (-4,0%) становника мање него 2000. године.
| Група             | 2000.          | 2010.          |
| Белци             | 37 (0,3%)      | 77 (0,6%)      |
| Афроамериканци    | 3.170 (24,9%)  | 3.720 (30,4%)  |
| Азијати           | 69 (0,5%)      | 18 (0,1%)      |
| Хиспаноамериканци | 12.670 (99,4%) | 12.132 (99,2%) |
| Укупно            | 12.741         | 12.225         |